# Anders Magnus Stenberg
Anders Magnus Stenberg, född 28 oktober 1806 i Luleå landsförsamling, Norrbottens län, död 6 juli 1868 i Skellefteå församling, Västerbottens län, var en svensk borgmästare.

## Biografi
Anders Magnus Stenberg föddes 1806 i Luleå. Han blev 1827 student vid Uppsala universitet och avlade 1828 hovrättsexamen. Stenberg blev 1844 borgmästare i Piteå stad och var riksdagsman vid riksdagen 1847–1848. Han blev 1851 häradshövding i Västerbottens norra domsaga. Stenberg avled 1868.